# Folsom Prison Blues

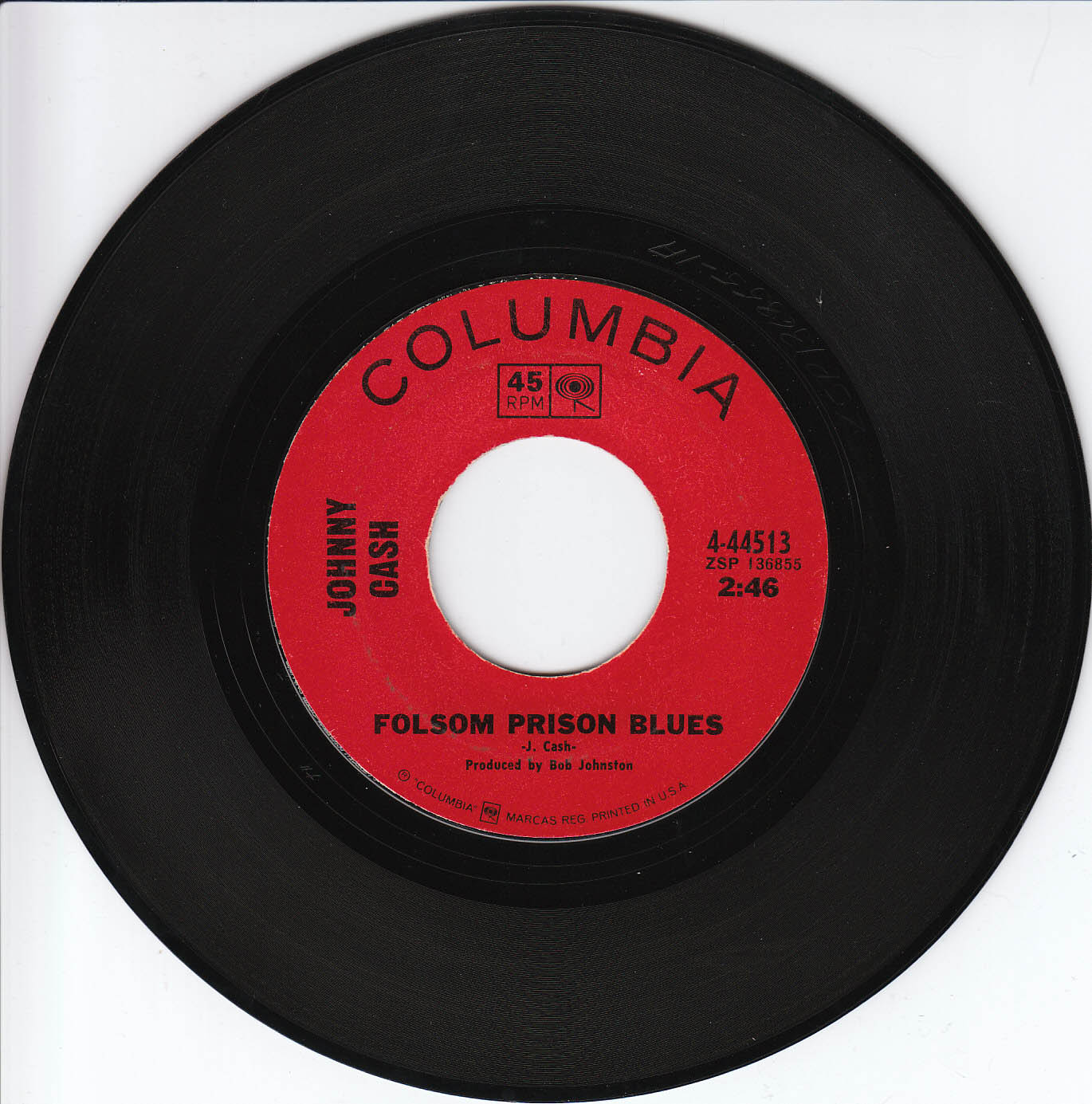
Folsom Prison Blues på en singel utgiven av Columbia.

Folsom Prison Blues är en amerikansk countrysång av Johnny Cash från tidigt 1950-tal, som ursprungligen spelades in med The Tennessee Two 1955 för Sun Records. Låten kom senare att ingå i succéalbumet At Folsom Prison. Detta var den första sången som Cash skrev under sin tid i amerikanska flygvapnet i Västtyskland, efter att ha sett en film om fängelset Folsom Prison.

### Fotnoter
1. ↑  ”Johnny Cash”. Arkiverad från originalet den 24 april 2011. https://web.archive.org/web/20110424234428/http://76.12.177.9/flash/. Läst 10 juni 2011.